# Macedonia na Mistrzostwach Świata w Lekkoatletyce 2017
Macedonia na Mistrzostwach Świata w Lekkoatletyce 2017 – reprezentacja Macedonii podczas Mistrzostw Świata w Londynie liczyła 1 zawodniczkę, która nie zdobył medalu.

## Rezultaty
| Zawodniczka  | Konkurencja                | Eliminacje | Eliminacje | Półfinał | Półfinał | Finał    | Finał   |
| Zawodniczka  | Konkurencja                | Rezultat   | Pozycja    | Rezultat | Pozycja  | Rezultat | Pozycja |
| ------------ | -------------------------- | ---------- | ---------- | -------- | -------- | -------- | ------- |
| Drita Islami | bieg na 400 m przez płotki | 1:00,38    | 38.        | NQ       | NQ       | NQ       | NQ      |